# Hyndburn
Hyndburn ist ein Verwaltungsbezirk mit dem Status eines Borough in der Grafschaft Lancashire in England, der nach dem Fluss Hyndburn benannt ist. Verwaltungssitz ist die Stadt Accrington. Weitere bedeutende Orte sind Church, Clayton-le-Moors und Oswaldtwistle.
Der Bezirk wurde am 1. April 1974 gebildet und entstand aus der Fusion des Borough of Accrington, der Urban Districts Church, Clayton-le-Moors, Great Harwood, Oswaldtwistle und Rishton sowie Teilen des Rural District Burnley.

## Städte und Ortschaften
- Accrington
- Altham
- Church
- Clayton-le-Moors
- Green Haworth
- Great Harwood
- Huncoat
- Oswaldtwistle[1]